# Phaloria pacifica
Phaloria pacifica är en insektsart som först beskrevs av Walker, F. 1871.  Phaloria pacifica ingår i släktet Phaloria och familjen syrsor. Inga underarter finns listade i Catalogue of Life.